# Freelandia
Freelandia (полное название — Freelandia Air Travel Club) — бывшая бюджетная авиакомпания, принадлежавшая миллионеру Кеннету Моссу, которая действовала с 1973 по начало 1974 года. Компания эксплуатировала единственный самолёт — взятый в лизинг Douglas DC-8-21, который выполнял полёты по различными пунктам назначения. В попытке избежать регулирования со стороны Совета по гражданской авиации США Freelandia не позиционировала себя как авиакомпания. Вместо этого она называла себя клубом путешественников с платным членством. Члены клуба имели право голосовать за открытие новых пунктов назначения. Низкие продажи билетов привели к тому, что компания прекратила свою деятельность в 1974 году после того, как её самолет был конфискован за неуплату. После этого штат Калифорния предъявил компании и её основателю обвинения в ложной рекламе и мошеннической деловой практике.

## История
Основатель компании, 30-летний Кеннет Мосс, к 26 годам заработал 1,5 миллиона долларов на фондовом рынке. Он инвестировал в компанию 1,15 миллиона долларов из собственных средств и получил сертификат эксплуатанта от Федерального управления гражданской авиации 7 августа 1973 года. Компания была основана как некоммерческая; Мосс сообщил, что доход, превышающий операционные расходы, будет пожертвован на достойные цели, такие как бесплатные клиники и бесплатные школы. Чтобы избежать регулирования своих полётов Советом гражданской авиации, Freelandia назвала себя не авиакомпанией, а клубом путешественников, члены которого голосуют о том, куда будут летать самолёты компании. Компания сообщила, что получила права на посадку в Гонконге, Югославии и Южной Америке.
Мосс потратил 125 000 долларов на покупку самолёта, который оказался в нерабочем состоянии. Затем Мосс взял в лизинг авиалайнер DC-8-21 за 750 000 долларов. Единственный самолёт авиакомпании был полностью выкрашен в оранжевый цвет с эмблемой в виде машущей руки на хвосте. Он был оборудован 149 посадочными местами с пространством для ног первого класса и 7-местным салоном, который позволял пассажирам общаться друг с другом. Многие сиденья позже были сняты и заменены подушками с ремнями безопасности. Со слов самой компании, внутри самолёт был оформлен в «необычный шоколадно-кремовый цвет». В полёте компания предлагала органическую пищу, рок-музыку и водяные матрасы. Развлечения на борту включали книги, шахматы, видеоигры и автомат для игры в пинбол. Весь лётный персонал компании имел общий налёт не менее 10 000 часов. Компания планировала добавлять дополнительные самолёты в свой парк каждый раз, когда количество членов клуба увеличивалось на 8000.
Стоимость билетов из Гонолулу в Сан-Франциско составляла 69 долларов, 12,50 долларов из Сан-Франциско в Лос-Анджелес, 69 долларов из Лос-Анджелеса в Нью-Йорк и 100 долларов из Нью-Йорка в Брюссель. Чтобы воспользоваться этими тарифами, путешественники должны были приобрести членство с ежегодным взносом в размере 50 долларов для взрослых и 25 долларов для детей младше 12 лет. Такие тарифы были примерно на 30 долларов дешевле, чем у других авиакомпаний для перелёта из Сан-Франциско в Гонолулу, и примерно на 200 долларов меньше для перелёта с Западного побережья в Брюссель. Компания заявила, что три тысячи человек получили членство в клубе перед первым рейсом. Первый рейс состоялся 18 сентября 1973 года по маршруту Сан-Франциско—Гонолулу.

## Закрытие
Деятельность компании прекратилась в течение года после её основания из-за низких продаж. В ноябре 1973 года зарубежные рейсы были отменены из-за того, что компания не смогла набрать достаточное количество пассажиров на них. В мае 1974 года самолёт компании был изъят лизингодателем за неуплату. Компания выполнила примерно 40—50 рейсов, в основном от побережья до побережья США, прежде чем прекратила свою деятельность. Интереса со стороны членов клуба было недостаточно, чтобы заполнить рейсы и сделать их прибыльными. Несмотря на заявление о том, что рейсы на Гавайи будут выполняться три раза в месяц, авиакомпания летала туда только дважды. У неё возникали проблемы с покупкой топлива.
В конце 1974 года компания и её основатель были обвинены штатом Калифорния в гражданском иске за ложную рекламу и мошенническую деловую практику. В то время как компания была создана как некоммерческая, основатель также учредил три другие коммерческие корпорации, которым компания платила за выполнение различных услуг. Журнал Rolling Stone утверждал, что основатель рассчитывал заработать на этом предприятии несколько миллионов долларов.
В 1976 году Мосс удовлетворил иск на сумму 60 000 долларов, но не заплатил компенсацию, поскольку его собственный капитал был указан как менее 1000 долларов.

## Судьба основателя
После прекращения деятельности Freelandia её основателю Кеннету Моссу было предъявлено обвинение в убийстве Робби Макинтоша, барабанщика группы Average White Band. Помимо убийства, Мосс был также обвинён в незаконном распространении наркотиков во время вечеринки у себя дома в сентябре 1974 года. Он признал себя виновным в непредумышленном убийстве и был приговорён к 120 дням тюремного заключения и четырём годам условно.